# Ichneumon gestuosus
Ichneumon gestuosus là một loài tò vò trong họ Ichneumonidae.